# Preseka
 Preseka  falu és község Horvátországban Zágráb megyében. Közigazgatásilag Donja Velika, Gornja Velika, Gornjaki, Hruškovica, Kamenica, Kraljev Vrh, Krušljevec, Ledina, Pogančec, Slatina, Srednja Velika, Strmec, Šelovec, Vinkovec és Žabnjak tartoznak hozzá.

## Fekvése
Zágrábtól 37 km-re, közúton  45 km-re északkeletre, a megye északi részén fekszik.

## Története
Preseka plébániáját 1334-ben a zágrábi káptalan statutumában említik először. 
A falunak 1857-ben 120, 1910-ben 233 lakosa volt. Trianonig Belovár-Kőrös vármegye Kőrösi járásához tartozott. 2001-ben 126 lakosa volt.

## Lakosság
| Lakosság változása | Lakosság változása | Lakosság változása | Lakosság változása | Lakosság változása | Lakosság változása | Lakosság változása | Lakosság változása | Lakosság változása | Lakosság változása | Lakosság változása | Lakosság változása | Lakosság változása | Lakosság változása | Lakosság változása |
| ------------------ | ------------------ | ------------------ | ------------------ | ------------------ | ------------------ | ------------------ | ------------------ | ------------------ | ------------------ | ------------------ | ------------------ | ------------------ | ------------------ | ------------------ |
| 1857               | 1869               | 1880               | 1890               | 1900               | 1910               | 1921               | 1931               | 1948               | 1953               | 1961               | 1971               | 1981               | 1991               | 2001               |
| 120                | 134                | 138                | 150                | 203                | 233                | 187                | 214                | 216                | 206                | 186                | 171                | 153                | 140                | 126                |

## Nevezetességei
Szent Péter apostol tiszteletére szentelt plébániatemploma 1614-ben épült, 1927-ben megújították.